# Nicola da Forca Palena
Nicola (o Nicolò) da Forca Palena (Forca Palena, 10 settembre 1349 – Roma, 1º ottobre 1449) è stato un religioso italiano, cofondatore, insieme al beato Pietro Gambacorta, della congregazione dei poveri eremiti di San Girolamo; è stato beatificato per equipollenza da papa Clemente XIV il 24 agosto 1771.

## Biografia
Nicola (o Nicolò) nacque il 10 settembre 1349 a Forca Palena, un centro abitato in provincia di Chieti, non più presente perché distrutto totalmente dal terremoto dell'Italia centro-meridionale del 1456. All'età di 30 anni si trasferì nella vicina Palena, dove intraprese la vita religiosa. Fu vicecurato della chiesa di Sant'Antonio dove si fece apprezzare per la sua bontà e dove svolse un'intensa attività pastorale.
In occasione di un pellegrinaggio fatto a Roma, sentì il desiderio di una vita monastica più austera e si aggregò ad una comunità di eremiti guidata da Rinaldo di Piedimonte. Nel 1419 tornò a Roma e diede inizio, sul Gianicolo, ad un romitorio dedicato a sant'Onofrio anacoreta su cui più tardi fu costruita l'omonima chiesa con l'annesso convento. Qui conobbe il beato Pietro Gambacorta, divenuto insieme a lui il fondatore della congregazione dei poveri eremiti di San Girolamo, e tra i due nacque un'amicizia fraterna.
Morì a Roma il 1º ottobre 1449, venendo seppellito nella chiesa di Sant'Onofrio al Gianicolo, dove sussiste la sua pietra tombale.

## Il culto
Sulla base dell'esistenza di un culto prestato ab immemorabili all'eremita, papa Clemente XIV gli riconobbe il titolo di beato il 24 agosto 1771. Il suo elogio si legge nel Martirologio Romano al 29 settembre.